# ياسمين برونيه
ياسمين برونيه (بالبرتغالية: Yasmin Brunet‏) هي عارضة برازيلية، ولدت في 6 يونيو 1988 في ريو دي جانيرو في البرازيل.

## وصلات خارجية
- ياسمين برونيه على موقع IMDb (الإنجليزية)